# Liste der denkmalgeschützten Objekte in Thüringen (Vorarlberg)
Die Liste der denkmalgeschützten Objekte in Thüringen enthält die 11 denkmalgeschützten, unbeweglichen Objekte der Gemeinde Thüringen im Bezirk Bludenz.

## Denkmäler
| Foto |                 | Denkmal                                                                     | Standort                                  | Beschreibung | Metadaten |
| ---- | --------------- | --------------------------------------------------------------------------- | ----------------------------------------- | --- | --- |
| ja   | Datei hochladen | Wohnhaus, Riebelmannhaus HERIS-ID: 74896 Objekt-ID: 88354                   | Alte Landstraße 4 Standort KG: Thüringen  | Das Riebelmannhaus wurde im 18. Jahrhundert als Doppelwohnhaus mit Wirtschaftsteil im Zentrum von Thüringen errichtet; ein im späten 20. Jahrhundert geplanter Abriss konnte verhindert werden. In jüngerer Zeit wurde das Haus für ein Projekt im Bereich des betreuten Wohnens adaptiert. | BDA-Hist.: Q38137368 Status: § 2a Stand der BDA-Liste: 2025-06-30 Name: Wohnhaus, Riebelmannhaus GstNr.: 641                                                             |
| ja   | Datei hochladen | Wohnhaus, Bertelhaus HERIS-ID: 74909 Objekt-ID: 88369seit 2020              | Alte Landstraße 9 Standort KG: Thüringen  | Das Bertehlhaus ist ein ehemaliges Verwaltungsgebäude, das im Auftrag des Klosters Weingarten errichtet wurde, nachdem dieses im Jahr 1614 die Herrschaft Blumenegg gekauft hatte. Nach 1804 verlor es seine ursprüngliche Funktion und wechselte mehrmals den Besitzer. Einer von diesen war der Kaufmann Sulpitius Schmid, der ein drittes Stockwerk errichten ließ. Von dessen Schwiegersohn und Erben, dem Kaufmann Mathias Bertel, leitet sich der heute gebräuchliche Name des Hauses ab. | BDA-Hist.: Q105646568 Status: Bescheid Stand der BDA-Liste: 2025-06-30 Name: Wohnhaus, Bertelhaus GstNr.: .129                                                           |
| BW   | Datei hochladen | Direktorenwohnhaus, Wintsch-Haus HERIS-ID: 74899 Objekt-ID: 88358seit 2020  | Faschinastraße 14 Standort KG: Thüringen  | Das sogenannte Wintsch-Haus oder Direktorenhaus wurde im Auftrag von Heinrich Wintsch, der 1904 die Thüringer Textilfabrik erworben hatte, als Wohnhaus für leitende Angestellte errichtet und behielt diese Funktion auch nach der Firmenübernahme durch Rudolf Kastner im Jahr 1909. In jüngerer Zeit fand es als Bürogebäude Verwendung. | BDA-Hist.: Q105646566 Status: Bescheid Stand der BDA-Liste: 2025-06-30 Name: Direktorenwohnhaus, Wintsch-Haus GstNr.: 1452/2, .146, 546/3                                |
| ja   | Datei hochladen | Villa Falkenhorst HERIS-ID: 74916 Objekt-ID: 88376                          | Flugelin 3 Standort KG: Thüringen         | Die inmitten eines 10.000 m² großen Parks gelegene Villa Falkenhorst wurde 1837/1838 für John Douglass, einen schottischen Textilunternehmer in Thüringen, im Stil eines schottischen Landhauses mit biedermeierlichen Einflüssen errichtet. Nach der Veräußerung an einen neuen Besitzer wurde sie 1947/1949 umgebaut. 1999 erfolgte im Auftrag der Gemeinde eine Adaptierung als Veranstaltungs- und Kulturzentrum.                                                                           | BDA-Hist.: Q17461550 Status: Bescheid Stand der BDA-Liste: 2025-06-30 Name: Villa Falkenhorst GstNr.: .220 Villa Falkenhorst                                             |
| ja   | Datei hochladen | Gartenpavillon HERIS-ID: 110568 Objekt-ID: 128274                           | bei Flugelin 3 Standort KG: Thüringen     | Der Gartenpavillon der Villa Falkenhorst befindet sich westlich vom Hauptgebäude im Park. 1920 wurde er von Gipsermeister Battlogg renoviert. Bei einer Restaurierung 1999 wurde die vorhandene Dachpappe durch Schindeln aus Lärchenholz ersetzt. | BDA-Hist.: Q37819402 Status: § 2a Stand der BDA-Liste: 2025-06-30 Name: Gartenpavillon GstNr.: 518/1 Villa Falkenhorst                                                   |
| ja   | Datei hochladen | Bauernhaus, Vonblonhaus HERIS-ID: 11341 Objekt-ID: 7426                     | Gerbeweg 4 Standort KG: Thüringen         | Das Vonblonhaus, das vor allem durch seinen im Jahr 1617 errichteten Holzblockbau im historischen Ortszentrum markant in Erscheinung tritt, zählt zu den ältesten erhaltenen Objekten im Walgau. Es verfügt über Wohnräume und einen angebauten Wirtschaftstrakt. 2009 bis 2011 wurde es im Rahmen einer Notsanierung unter weitgehender Bewahrung des ursprünglichen Erscheinungsbildes für eine Verwendung als Gemeindebibliothek und Veranstaltungsraum adaptiert.                           | BDA-Hist.: Q38097437 Status: Bescheid Stand der BDA-Liste: 2025-06-30 Name: Bauernhaus, Vonblonhaus GstNr.: .208/1                                                       |
| ja   | Datei hochladen | Kath. Pfarrkirche hl. Stephan mit Friedhof HERIS-ID: 74892 Objekt-ID: 88350 | Kirchgasse 1 Standort KG: Thüringen       | Die Kirche wurde unter dem Weingartner Abt Sebastian Hyller zwischen 1712 und 1714 wegen Baufälligkeit des Vorgängerbaues neu errichtet. | BDA-Hist.: Q24322223 Status: § 2a Stand der BDA-Liste: 2025-06-30 Name: Kath. Pfarrkirche hl. Stephan mit Friedhof GstNr.: .128, 590 Pfarrkirche Hl. Stephan (Thüringen) |
| ja   | Datei hochladen | Kath. Filialkirche hl. Anna HERIS-ID: 74904 Objekt-ID: 88364                | St. Anna Straße 17 Standort KG: Thüringen | Die Wallfahrtskirche zur Hl. Anna wurde um das Jahr 1500 erbaut, sie ersetzte eine ältere Kirche zur Verehrung derselben Patronin. | BDA-Hist.: Q63986639 Status: § 2a Stand der BDA-Liste: 2025-06-30 Name: Kath. Filialkirche hl. Anna GstNr.: .189 Kirche Hl. Anna (Thüringen)                             |
| ja   | Datei hochladen | Andreas-von-Paur-Kapelle HERIS-ID: 74893 Objekt-ID: 88351                   | Standort KG: Thüringen                    | Die Andreas-von-Paur-Kapelle ist ein quadratischer offener Bau aus dem 1. Viertel des 18. Jahrhunderts mit Kreuzgratgewölbe und Zeltdach. Innen befinden sich das Kriegerdenkmal und Wappenepitaphe. | BDA-Hist.: Q38137330 Status: § 2a Stand der BDA-Liste: 2025-06-30 Name: Kapelle, Andreas von Paur GstNr.: 590                                                            |
| ja   | Datei hochladen | Kriegerdenkmal HERIS-ID: 74894 Objekt-ID: 88352                             | Kirchgasse 1, bei Standort KG: Thüringen  | Das Kriegerdenkmal von Josef Deutschmann aus dem Jahre 1921 befindet sich in der Paur-Kapelle, es hat einen doppelten Sockel mit Inschriftentafel. | BDA-Hist.: Q38137343 Status: § 2a Stand der BDA-Liste: 2025-06-30 Name: Kriegerdenkmal GstNr.: 590                                                                       |
| ja   | Datei hochladen | Lourdeskapelle HERIS-ID: 74895 Objekt-ID: 88353                             | Standort KG: Thüringen                    | Die Lourdeskapelle steht knapp nordöstlich der Pfarrkirche oberhalb des Friedhofs. Der rechteckige Bau unter einem Satteldach enthält ein Kruzifix aus dem 19. Jahrhundert. | BDA-Hist.: Q38137355 Status: § 2a Stand der BDA-Liste: 2025-06-30 Name: Lourdeskapelle GstNr.: .255                                                                      |